# ۴۴۱ (میلادی)
۴۴۱ (میلادی) چهارصد و چهل و یکمین سال تقویم میلادی است.

## درگذشتگان
‎